# مارسيل ريبيرو
مارسيل ريبيرو (16 مارس 1990 في سويسرا - ) هو لاعب كرة قدم برتغالي في مركز الهجوم. لعب مع Académico de Viseu F.C. ‏.

## وصلات خارجية
- مارسيل ريبيرو على موقع قاعدة بيانات كرة القدم.إي يو (الإنجليزية)
- مارسيل ريبيرو على موقع Soccerway.com (الإنجليزية)